# Mystery
Mystery (von englisch mystery für „Geheimnis“, „Rätsel“) ist im Deutschen die ursprünglich englische Bezeichnung für ein Genre in der Unterhaltungsliteratur, das sich am besten als eine Mischung aus Horror- und Fantasy-Elementen fassen lässt; seltener kommen auch Bezüge zur Science-Fiction vor (z. B. Dark City von Alex Proyas, 1998). Kennzeichnend für das Mystery-Genre sind vor allem die Aspekte des Übernatürlichen, Geheimnisvollen und des Unerklärlichen. Als Auslöser für die Mysterywelle der 1990er und 2000er werden oft die Fernsehserie Akte X – Die unheimlichen Fälle des FBI (1993–2002) und der Film The Sixth Sense (1999) von M. Night Shyamalan genannt.

## Begriffsgeschichte
Während zumeist von Mysteryserien, Mysteryfilmen und Mysteryliteratur gesprochen wird, erfolgte die gelegentlich anzutreffende Bezeichnung im Deutschen als Femininum, die Mystery, wohl wie schon bei der vorangegangenen Fantasy in Anlehnung an die beide moderne Genres stark beeinflussende, traditionelle Phantastik.
Der Ausdruck wird im Deutschen tendenziell anders verwendet als im Englischen, da dort „mystery“ primär Kriminalliteratur bezeichnet. Übernatürliche Geschehnisse bilden dort nur ein Randgebiet. Obwohl im deutschen Mystery-Genre oft dem Übernatürlichen nachgegangen und -geforscht wird, finden sich hier nur selten Überschneidungen mit dem eigentlichen Krimigenre.
Historisch gesehen gab es in der US-amerikanischen Trivialliteratur ein kurzzeitiges Auftauchen des Begriffs mystery in den 1930er und frühen 1940er Jahren im Umfeld des Horrorgenres; hierbei handelte es sich um regelmäßig erscheinende Heftreihen von Groschenromanen und Comics, die die Bezeichnung mystery im Magazintitel trugen (z. B. Thrilling Mysteries, Dime Mystery, Thrilling Mystery oder Spicy Mystery) und in denen Privatdetektive auf Monster stießen. Der damals zeitgenössische Begriff für dieses kurzlebige Genre lautete allerdings weird menace (dt. etwa „übernatürliche Bedrohung“), während der deutsche Begriff Mystery als Genrebezeichnung erst frühestens Mitte der 1990er Jahre aufkam.
Dem deutschen Genrebegriff Mystery kommen im Englischen wohl noch die Genres dark fantasy und supernatural drama am nächsten; gleichzeitig steht das deutsche Mystery eher noch für einen besonders düsteren, mysteriösen Stil, der mit vagen Andeutungen von übersinnlichen oder okkulten Fantasy- und Horrorelementen arbeitet, als für einen konkreten Genrebegriff.

## Abgrenzung von anderen Genres
Am besten lässt sich Mystery von anderen Genres abgrenzen, indem man die dort verwendete Herangehensweise an vermeintliche übernatürliche Phänomene betrachtet. Hierbei fällt eine besondere Affinität des Mysterygenres zu Ambivalenz, Zwiespältigkeit und Undurchsichtigkeit auf, und zwar eine Ambivalenz sowohl der Darstellung bzw. Wahrnehmung, als auch eine Ambivalenz von den hinter übernatürlichen Geschehnissen stehenden Motivationen, Intentionen oder Auslösern.
In Abgrenzung zum Horrorfilm ist die Darstellung des Unheimlichen deutlich zurückhaltender, da es meist kein einfaches Gut/Böse-Schema gibt. Die menschlichen Hauptfiguren und ihre Emotionen stehen stärker im Vordergrund; statt der angedeuteten übernatürlichen Ereignisse wird oft eher die von den Figuren erlebte subjektive Wahrnehmung von Gruselgefühlen bzw. -eindrücken anhand der Gesamtwirkung von Bildern, Geräuschen und Musik verdeutlicht, weshalb auch eine gewisse Nähe zum Psychothriller besteht. Im Horrorfilm ist generell alles Übernatürliche echt, während beim mit vagen Andeutungen arbeitenden Mysteryfilm eher selten eine Trennung zwischen Realität und Einbildung bzw. Illusion stattfindet, oder doch zumindest deutlich länger hinausgezögert wird.
Generell lässt sich sagen, dass neben der Wahrnehmung auch das Übernatürliche, Übersinnliche und das Jenseits als wesentlich ambivalenter dargestellt werden. Während Gespenster und Untote im Horrorfilm meist als Personifizierung des Bösen, als das Böse per se daherkommen, funktioniert die Handlung eines Mysteryfilms in der Regel derart, dass die angsteinflößenden Botschaften aus dem Jenseits und das Erscheinen von Untoten einen Sinn haben, welcher sich den Protagonisten im Laufe des Films erschließt. Klassischerweise will z. B. ein Untoter auf das Unrecht, das ihm zugefügt wurde, aufmerksam machen oder gar den Protagonisten vor bevorstehendem Unheil warnen.

## Beispiele
Im Bereich der Fernsehserien bezeichnet man Serien im Stil von Twilight Zone (seit 1959), Twin Peaks (1990–1991, 2017), Akte X (1993–2002, 2016–2018), Outer Limits – Die unbekannte Dimension (1995–2002), X-Factor (1997–2002), Lost (2004–2010), Supernatural (2005–2020), Fringe (2008–2013) oder Haven (2010–2015) als Mysteryserie. Häufig finden dabei Verschwörungstheorien Verwendung, wonach Regierung, Staat, Behörden und/oder andere mächtige Organisationen das Übernatürliche aktiv vertuschen. Deutsche Varianten dieses TV-Genres waren die Serie Operation Phoenix – Jäger zwischen den Welten, die 1997 von RTL produziert und ausgestrahlt wurde, es jedoch nur auf eine Staffel brachte, und die Miniserie Oderbruch, die 2024 von der ARD ausgestrahlt wurde.
Auch im Bereich von Filmen spricht man von Mystery: Hierzu kann man beispielsweise Alejandro Amenábars The Others (2001) sowie die Filme der US-Regisseure M. Night Shyamalan und David Lynch zählen, aber auch Produktionen des Film noir wie z. B. Die Rückkehr des Whistler (1948).
Im Bereich der Literatur zählt u. a. Christian Humbergs Gotham Noir aus dem Rohde Verlag als Mysteryserie.